# Pudupatti
Pudupatti é uma panchayat (vila) no distrito de Thanjavur, no estado indiano de Tamil Nadu.

## Demografia
Segundo o censo de 2001,  Pudupatti  tinha uma população de 1000 habitantes. Os indivíduos do sexo masculino constituem 66% da população e os do sexo feminino 34%. Pudupatti tem uma taxa de literacia de 70%, superior à média nacional de 59.5%: a literacia no sexo masculino é de 74% e no sexo feminino é de 52%. Em Pudupatti, 19% da população está abaixo dos 6 anos de idade.